# Stadler (Familienname)
Stadler ist ein Familienname.

## Namensträger

### A
- Achim Stadler (1961–2022), deutscher Radrennfahrer
- Adolf Stadler (1865–1925), deutscher Jurist und Richter
- Albert Stadler (Komponist) (1794–1884/1888), österreichischer Komponist und Schriftsteller
- Albert Stadler (Offizier) (1817–1890), Schweizer Oberstdivisionär
- Alexander Stadler (* 1999), deutscher Hockeyspieler
- Alexei Stadler (* 1991), russischer Cellist
- Alfons Stadler (1926–2006), deutscher Politiker (CDU)
- Alfred Stadler (1889–1944), galizischer Dirigent, Chorleiter und Komponist
- Alois Stadler (Politiker) (1814–1877), deutscher Politiker, Mitglied des Bayerischen Landtages
- Alois Stadler (Architekt) (1890–1977), Schweizer Architekt
- Alois Martin Stadler (1792–1841), österreichischer Maler und Zeichner
- André Stadler (* 1978), deutscher Biologe und Zoodirektor
- Andreas Stadler (1896–1941), österreichischer Gewichtheber
- Anna Maria Stadler (* 1992), österreichische Schriftstellerin
- Anton Stadler (Klarinettist) (1753–1812), österreichischer Klarinettist
- Anton von Stadler (Toni Stadler; 1850–1917), österreichisch-deutscher Maler
- Anton Stadler (Politiker) (1920–2016), Schweizer Politiker (CVP)
- Arnold Stadler (* 1954), deutscher Schriftsteller
- Arthur Stadler (1892–1937), österreichischer Grafiker, Maler und Journalist
- Astrid Stadler (Rechtswissenschaftlerin) (* 1959), deutsche Rechtswissenschaftlerin
- Astrid Stadler (Politikerin) (* 1961), österreichische Politikerin (ÖVP)
- August Stadler (1850–1910), Schweizer Philosoph
- August Conrad Stadler (1816–1901), Schweizer Architekt

### B
- Bartl Stadler (* 1959), deutscher Automobilrennfahrer
- Beda M. Stadler (* 1950), Schweizer Immunologe
- Bernhard Stadler (* 1960), deutscher Biologe
- Brigitte Stadler (* 1965), österreichische Balletttänzerin

### C
- Carmen Stadler (* 1978), Schweizer Filmemacherin, Drehbuchautorin und Regisseurin
- Christine Stadler (1922–2001), deutsche Bildhauerin und Keramikerin
- Christopher Stadler (* 1994), österreichischer Fußballspieler
- Chrysostomos Stadler (1665–1721), Schweizer Benediktiner
- Clarissa Stadler (* 1966), österreichische Journalistin, Moderatorin und Schriftstellerin
- Craig Stadler (* 1953), US-amerikanischer Golfer

### D
- Daniel Stadler (1705–1764), deutscher Jesuit
- Dieter Stadler (* 1952), österreichischer Historiker und Politikwissenschaftler
- Dominik Stadler (1831–1885), österreichischer Architekt und Kunstgewerbler

### E
- Edmund Stadler (Leichtathlet) (1908–1979), deutscher Mittelstreckenläufer
- Edmund Stadler (Theaterwissenschaftler) (1912–2005), Schweizer Theaterwissenschaftler
- Eduard Stadler (1874–1956), deutscher Internist und Hochschullehrer
- Elfriede Stadler (1930–1968), österreichische Designerin und Keramikerin
- Elisabeth Stadler (* 1961), österreichische Managerin
- Emil Stadler (Unternehmer) (1853–1917), Schweizer Unternehmer, Manager und Politiker
- Emil Stadler (Jurist) (1886–1959), Schweizer Jurist und Politiker
- Erich Stadler (* 1937), deutscher Ingenieur und Fachautor
- Erich Walter Stadler (1927–1968), deutscher Bildhauer
- Ernst Stadler (1883–1914), deutscher Germanist und Lyriker
- Ernst Stadler (Unternehmer) (1908–1981), Schweizer Ingenieur und Unternehmer
- Ewald Stadler (* 1961), österreichischer Politiker

### F
- Felix Stadler (Snowboarder) (* 1972), österreichischer Snowboarder
- Felix Stadler (Politiker) (* 1995), österreichischer Politiker (Die Grünen)
- Ferdinand Stadler (1813–1870), Schweizer Architekt
- Florian Stadler (* 1973), deutscher Schauspieler
- Franz Stadler (Zauberkünstler) (1898–1999), österreichischer Zauberkünstler
- Franz Stadler (1913–2000), deutscher Automobilfunktionär
- Franz Xaver Stadler (1789–1865), deutscher Kaufmann und Stifter
- Friedrich Stadler (* 1951), österreichischer Historiker und Hochschullehrer
- Fritz Stadler (1892–1965), österreichischer Politiker (SDAP), Vorarlberger Landtagsabgeordneter

### G
- Gerhard Stadler (* 1956), österreichischer Wirtschafts- und Sozialhistoriker und Hochschullehrer
- Gert Stadler (* 1939), österreichischer Montanwissenschaftler
- Gertraud Stadler (* 1974), deutsche Psychologin
- Gottfried Stadler (1616–1664), Schweizer Glasmaler
- Gretel Stadler, Geburtsname von Gretel Eisch (1937–2022), deutsche Künstlerin
- Günter Alois Stadler (* 1946), deutscher Designer und Heimatpfleger

### H
- Hans Stadler (Maler) (1848–1916), deutscher Maler
- Hans Stadler (Ornithologe) (1875–1962), deutscher Arzt und Ornithologe
- Hans Stadler (Politiker) (1894–1966), österreichischer Politiker, Salzburger Landtagsabgeordneter
- Hans Stadler (Pädagoge) (* 1937), deutscher Sonderpädagoge und Hochschullehrer
- Hans Stadler (Badminton), österreichischer Badmintonspieler
- Hans Stadler-Planzer (* 1945), Schweizer Historiker und Archivar
- Hans Conrad Stadler (1788–1846), Schweizer Architekt
- Hans Ludwig Stadler (1605–um 1660), Schweizer Maler
- Hansruedi Stadler (* 1953), Schweizer Politiker (CVP)
- Harald Stadler (* 1959), österreichischer Archäologe
- Heiner Stadler (Musiker) (1942–2018), deutsch-amerikanischer Komponist und Pianist
- Heiner Stadler (Journalist) (* 1948), deutscher Journalist und Dokumentarfilmer
- Heinrich Stadler (* 1962), deutscher Schauspieler
- Helga Rabl-Stadler (* 1948), österreichische Politikerin und Unternehmerin
- Herbert Stadler (1880–1943), deutscher Verwaltungsjurist und Politiker
- Herbert Stadler (Biochemiker), deutscher Biochemiker und Manager
- Heribert Stadler (* 1964), deutscher Fußballspieler
- Hermann Stadler (Wissenschaftshistoriker) (1861–1921), deutscher Wissenschaftshistoriker
- Hermann Stadler (Fußballspieler) (* 1961), österreichischer Fußballspieler und -trainer
- Hermann Stadler-Bouche (1866–1928), Schweizer Uhrenfabrikant
- Hermann August Stadler (1861–1918), Schweizer Architekt, siehe Stadler und Usteri

### I
- Imelda Stadler (* 1959), Schweizer Politikerin (FPD)
- Ingeborg Stadler (* 1936), deutsche Sportfunktionärin
- Irmgard Stadler (* 1937), deutsch-österreichische Sängerin

### J
- Joachim Stadler (* 1970), deutscher Fußballspieler
- Jakob Stadler (1808–1873), deutscher Buchdrucker und Politiker, Bürgermeister von Konstanz
- Joerg Stadler (* 1961), deutscher Schauspieler
- Johann Stadler (Lithograf) (1804–1859), österreichischer Lithograf
- Johann Stadler (Politiker), österreichischer Politiker, Salzburger Landtagsabgeordneter
- Johann Stadler (Offizier), deutscher Generalstabsoffizier
- Johann Carl Stadler (1768–nach 1812), österreichischer Schauspieler und Sänger
- Johann Evangelist Stadler (1804–1868), deutscher Theologe und Lexikograph
- Johann Jakob Stadler (auch Jean Stadler; 1819–1855), Schweizer Maler
- Johann Karl Stadler (1871–1917), österreichischer Architekt
- Johann Nepomuk Stadler (1755–1804), österreichischer Klarinettist
- Johann Rudolf Stadler (1605/1609–1637), Schweizer Uhrmacher
- Johann Wilhelm Stadler (auch J. W. Stadler; 1747–1819), deutscher Komponist und Kantor
- Johannes Stadler (1797–1849), Schweizer Jurist und Politiker
- Josef Stadler (Montanist) (1780–1847), österreichischer Montanist
- Josef Stadler (Theologe) (1843–1918), kroatischer Theologe, Erzbischof von Vrhbosna
- Josef Stadler (Landrat) (1880–1946), deutscher Landrat
- Josef Stadler (Politiker) (1906–1984), deutscher Widerstandskämpfer und Politiker (KPD, SED)
- Josef Stadler (Unternehmer) (1919–1983), Schweizer Unternehmensgründer, siehe SFS (Unternehmen)
- Josef Stadler (Fußballspieler) (* 1956), deutscher Fußballspieler
- Josef Aurel Stadler (1778–1837), deutsch-österreichischer Agrarreformer
- Joseph Stadler (Musiker) (1796–1859), österreichischer Musiker und Komponist
- Joseph Stadler (Leichtathlet) (1880–1950), US-amerikanischer Leichtathlet
- Joseph Anton Stadler (1661–1708), Schweizer Politiker
- Julius Stadler (1828–1904), Schweizer Architekt

### K
- Karl Stadler (Abt) (1764–1822), Schweizer Abt und Bibliothekar
- Karl Stadler (Künstler) (1921–2012), Schweizer Geistlicher und Künstler
- Karl Stadler (Politiker) (* 1959), Schweizer Politiker (Grüne), Mitglied des Glarner Landrates
- Karl Stadler-Vogel (1823–1895), Schweizer Kaufmann und Bankier
- Karl Heinz Stadler (1932–2022), deutscher Sportfunktionär
- Karl Maria Stadler (1888–nach 1943), deutscher Grafiker und Künstler
- Karl R. Stadler (Karl Rudolf Stadler; 1913–1987), österreichischer Historiker
- Kevin Stadler (* 1980), US-amerikanischer Golfspieler
- Klemens Stadler (1908–1975), deutscher Archivar und Heraldiker
- Krista Stadler (* 1942), österreichische Schauspielerin

### L
- Lewis Stadler (1896–1954), US-amerikanischer Genetiker
- Lisa Stadler (* 1988), österreichische Seglerin
- Livio Stadler (* 1998), Schweizer Eishockeyspieler
- Ludwig Stadler (Mediziner) (Carl Wilhelm Ludwig Stadler; 1837–1906), deutscher Chirurg
- Ludwig Stadler (Architekt), deutscher Architekt und Unternehmer
- Luise Stadler (1864–1942), Schweizer Malerin und Töpferin, Gründerin einer Kunstschule für Damen
- Lukas Stadler (* 1990), österreichischer Fußballspieler

### M
- Maja Stadler-Euler (* 1941), deutsche Juristin und Politikerin (FDP), MdHB
- Maria Stadler (1905–1985), deutsche Schauspielerin
- Markus Stadler (Politiker) (* 1948), Schweizer Politiker (glp)
- Markus Stadler (Autor) (* 1972), deutscher Autor
- Martin Stadler (Schriftsteller) (* 1944), Schweizer Schriftsteller
- Martin Stadler (Musiker), Schweizer Musiker
- Martin Andreas Stadler (* 1973), deutscher Ägyptologe
- Matthias Stadler (Musiker) (1744–1822), österreichischer Musiker und Komponist
- Matthias Stadler (Politiker) (* 1966), österreichischer Politiker (SPÖ)
- Max Stadler (1949–2013), deutscher Politiker (FDP)
- Maximilian Stadler (1748–1833), österreichischer Komponist, Musikhistoriker und Pianist
- Michael Stadler (1941–2020), deutscher Psychologe
- Monika Stadler (* 1963), österreichische Harfenistin und Komponistin

### N
- Nina Stadler (* 1995), Schweizer Tennisspielerin
- Normann Stadler (* 1973), deutscher Triathlet

### O
- Otto Stadler (Chemiker) (1863–1932), Schweizer Chemiker
- Otto Stadler (Regisseur), deutscher Hörspielregisseur
- Otto Stadler (Fotograf) (* 1959), deutscher Fotograf

### P
- Paul Stadler (Bildhauer) (1875–1955), tschechischer Bildhauer
- Paul Stadler (* 1956), österreichischer Politiker (FPÖ)
- Peter Stadler (1925–2012), Schweizer Historiker
- Peter F. Stadler (* 1965), österreichischer Bioinformatiker und Chemiker
- Peter J. W. Stadler (* 1945), deutscher Chemiker und Biotechnologe

### R
- Rainer Stadler (Journalist, 1958) (* 1958), Schweizer Journalist
- Rainer Stadler (Journalist, 1967) (* 1967), deutscher Journalist
- Ralf Stadler (* 1964), deutscher Unternehmer und Politiker (AfD), MdL Bayern
- Reimund Stadler (1956–1998), deutscher Chemiker
- Robert Stadler (Abt) (1706–1765), österreichischer Ordensgeistlicher
- Robert Stadler (Historiker) (* 1957), österreichischer Historiker
- Robert Stadler, bürgerlicher Name von Anton Waldt (* 1966), deutscher Musiker und Journalist
- Robert Stadler (Designer) (* 1966), österreichischer Designer
- Robert Stadler (Naturbahnrodler) (* 1987), österreichischer Naturbahnrodler
- Roland Stadler (* 1959), Schweizer Tennisspieler
- Rolf Stadler (1929–2006), deutscher Dirigent und Komponist
- Rudolf Stadler (Maler) (1892–1984), Schweizer Maler
- Rudolf Stadler (Sportwissenschaftler) (* 1951), österreichischer Sportwissenschaftler und Hochschullehrer
- Rudolf Stadler (Mediziner) (* 1953), Dermatologe, Verbandsfunktionär und Hochschullehrer
- Rupert Stadler (Theologe) (* 1951), österreichischer Theologe
- Rupert Stadler (* 1963), deutscher Manager
- Ruth Stadler, deutsche Drehbuchautorin

### S
- Siegfried Stadler (1953–2023), deutscher Journalist und Autor
- Simon Stadler (* 1983), deutscher Tennisspieler
- Simon Stadler (Politiker) (* 1988), Schweizer Politiker (CVP)
- Stefan Stadler (* 1973), deutscher Spieleautor
- Svenja Stadler (* 1976), deutsche Politikerin (SPD), MdB
- Sylvester Stadler (1910–1995), österreichischer SS-Brigadeführer

### T
- Tanja Stadler (* 1981), deutsch-schweizerische Mathematikerin und Biostatistikerin
- Theo Albert Stadler (1910–1984), deutscher Politiker (NSDAP)
- Theodor Stadler (1889–nach 1953), Schweizer Industrieller und NF-Aktivist
- Theodor Willy Stadler (auch Willy Stadler; 1901–1990), Schweizer Journalist und Schriftsteller
- Thomas Stadler (Künstler) (* 1955), Schweizer Bildhauer und Objektkünstler
- Thomas Stadler (Fußballspieler) (* 1986), österreichischer Fußballspieler
- Thomas E. Stadler (* 1962), österreichischer Bildender Künstler, Kunstvermittler und Autor
- Thorben Stadler (* 1990), deutscher Fußballspieler
- Toni Stadler, Rufname von Anton von Stadler (1850–1917), österreichisch-deutscher Maler
- Toni Stadler junior (1888–1982), deutscher Bildhauer und Zeichner
- Toni Stadler (Historiker) (* 1947), Schweizer Historiker, Buchautor und Entwicklungshelfer (u. a. fürs DEZA und in der UNO tätig)
- Toni Stadler, V-Mann des Verfassungsschutzes Brandenburg, siehe dazu White Aryan Rebels

### U
- Ulrich Stadler (Täufer) († 1540), in Brixen geborener Täufer
- Ulrich Stadler (* 1939), deutscher Literaturwissenschaftler
- Ulrike Stadler-Altmann (* 1968), deutsche Pädagogin

### V
- Valentina Stadler (* 1988), deutsche Sängerin (Mezzosopran)
- Verena Pfenninger-Stadler (1904–1999), Schweizer Pfarrerin

### W
- Walter Stadler (* 1952), deutscher Eishockeyspieler
- Werner Stadler (Jurist) (1938–2021), deutscher Jurist und Richter
- Werner Stadler (* 1957), österreichischer Politiker
- Wilhelm Stadler (1884–1956), deutscher Industriemanager
- Willi Stadler (1903–1988), Schweizer Bildhauer
- Wolfgang Stadler (* 1954), deutscher Manager